# Snapshot (band)
 For alternative betydninger, se Snapshot. (Se også artikler, som begynder med Snapshot)
Snapshot var en dansk duo bestående af Lotte Feder og Bodil Agerschou.
Gruppen fik sit musikalske gennembrud i Dansk Melodi Grand Prix 1983 med sangen "Gi'r du et knus", som fik en 2. plads. Sidenhen udgav duoen fem albums og havde yderligere tre deltagelser i grand prixet (1984, 1988 og 1989). Det var tæt på sejr to gange, men først da Lotte dannede par med Kenny Lübcke i 1992, vandt hun med sangen "Alt det som ingen ser".
Blandt Snapshots mest kendte numre, foruden "Gi'r du et knus", kan nævnes "A la Carte", "Hej Smukke" og "Made in Hong Kong".

## Snapshot fra 1983 til 1989
Snapshot har udgivet i alt 6 album, hvoraf Nils Drevsholt har stået bag de fire, som er Souvenir fra 1983, A la carte fra 1984, Made in Hong Kong fra 1985 og Sådan er det idag fra 1986.
Men det stoppede ikke Bodil og Lotte i at synge, selv om Nils stoppede med at skrive sange til dem, fordi han vil prøve nye udfordringer. De fik nemlig et godt samarbejde med Ivan Pedersen, som er kendt fra Laban. I 1987 udkom så albummet af samme navn, nemlig Snapshot, som bl.a. indeholder sangene "Flugten til Amerika" og "Hvad rager det mig". I 1988 kom så deres 6. og sidste album, som hedder "Rigtige kvinder", som bl.a. indeholder sangene "Gi' mig gi' mig", "Drenge" og "Det danske vejr". I 1989 stillede pigerne op i Dansk Melodi Grand Prix for sidste gang med sangen "Du og jeg", som endte på en 8. plads, hvilket var deres dårligste placering ud af de 4 gange, de var med. Gruppen gik i opløsning i 1990.
Bodil og Lotte har sunget sammen, længe før man tænkte på Snapshot, nemlig i forbindelse med Mellervangkoret, hvor Nils Drevsholt var korleder. Mellervang har udsendt fire album: Sådan en fredag (1979), Dannys drøm (1980), På vej (1981) og Verden er din i morgen (1982).
Sådan en fredag
1. Morgenreset
2. Der lød signalet
3. Dorthe og Hans
4. Fy for Søren
5. Da vi gik i skole
6. Matematiksangen
7. Jungle Rock
8. Dukkelise
9. Peterssang
10. Men hov
11. Venter på dig
12. Sådan en fredag
13. Hej med jer

## Melodi Grand Prix
| Deltagelser i Dansk Melodi Grand Prix |                        |       |       |
| År                                    | Sang                   | Plads | Point |
| 1983                                  | Gi'r du et knus        | 2     | 50    |
| 1984                                  | A'la Carte             | 3     | 41    |
| 1988                                  | Tid til lidt kærlighed | 2     | 25    |
| 1989                                  | Du og jeg              | 8     | 10    |

## Diskografi
- Souvenir (Medley Records, 1983)
- A La Carte (Medley Records, 1984)
- Made In Hong Kong (Medley Records, 1985)
- Sådan er det idag (Laser Music, 1986)
- Snapshot (Laser Musik, 1987)
- Rigtige kvinder (CB Musik, 1988)
- Gi'r du et knus (Greatest) (EMI/Medley Records, 1998)
- The Collection (Disky, 2000)